# My Telephone
A My Telephone a brit Coldcut és Lisa Stansfield 1989. május 22-én megjelent kislemeze, mely a Coldcut debütáló albumán a What That Noise? szerepel. A dalt Matt Black, Jonathan More, Stansfield, Andy Morris, Ian Devaney és Tim Parry írták. A procucer Coldcut volt.
A dal alapját a post-punk együttes The Fall Telephone Thing című dala adta, melyet a Coldcuttal közösen rögzítettek 1990 januárjában.

## Számlista
Európai 7 kislemez
1. My Telephone (Edit) – 3:50
2. Theme from Evil Eddy – 3:41

Európai CD maxi single
1. My Telephone (Edit) – 3:50
2. My Telephone (Redial) – 7:20
3. Theme from Evil Eddy (Hedmaster Mix) – 7:17

Európai 12 single
1. My Telephone (Redial) – 7:20
2. Theme from Evil Eddy (Hedmaster Mix) – 7:17

Európai 12 single (Disconnect Mixes)
1. My Telephone (Disconnect Mixes Parts 1-4) – 10:33
2. Chase from Evil Eddy – 2:29
3. My Telephone (Disconnect Mixes Parts 5-8) – 6:41

Francia 12 single
1. My Telephone (Redial) – 7:20
2. People Hold On (Dimitri Remix) – 6:45

## Slágerlista
| Slágerlista (1989)                    | Legjobb helyezések |
| ------------------------------------- | ------------------ |
| Németország (Official German Charts)  | 62                 |
| Egyesült Királyság (UK Singles Chart) | 52                 |